# 吉原大史
吉原 大史（よしはら ひろし、1988年8月15日 - ）は、日本の俳優。

## プロフィール
- 身長　169cm
- 血液型　A型
- 出身地　千葉県
- 経歴

## 出演

### テレビ
- 花より男子 （2005年、TBS）
- 性病先生 第3・9・10話 （2006年、GyaO）
- プリンセス・プリンセスD （2006年、テレビ朝日） - 糺孝弘 役

### 写真集
- オフィシャル写真集プリンセス・プリンセスD（2006年8月、新書館）